# Стратонов, Николай Степанович
Николай Степанович Стратонов (22 мая 1920, поселок Новоукраинка, теперь город Новоукраинского района Кировоградской области — ?) — советский государственный деятель, 1-й секретарь Луганского горкома КПУ. Депутат Верховного Совета СССР 7-8-го созывов (в 1967—1974 годах). Член Ревизионной Комиссии КПУ в 1966—1971 г. Кандидат в члены ЦК КПУ в 1971—1974 г.

## Биография
Окончил среднюю школу. Работал на заводах города Ворошиловграда.
С апреля 1942 года служил в Красной армии: комсомольский организатор 191-го отдельного истребительного противотанкового батальона 118-й стрелковой дивизии. Участник Великой Отечественной войны.
После демобилизации работал в литейном цехе Ворошиловградского тепловозостроительного завода.
Член ВКП(б) с 1952 года.
Находился на партийной работе в городе Ворошиловграде (Луганске).
В январе 1963 — ноябре 1973 первый секретарь Луганского (Ворошиловградского) городского комитета КПУ.
В 1973 году был снят с работы и исключен из партии за злоупотребление служебным положением (дело футбольного клуба «Заря»).
Возглавлял отдел на заводе в городе Ворошиловграде.
В 1986 году был восстановлен в членах КПСС с перерывом партийного стажа.
Потом — на пенсии в городе Луганске.
Брат — Стратонов Анатолий Степанович — председатель Дрогобычского горисполкома Львовской области.

## Награды и отличия
- ордена
- медали
- орден «За заслуги перед Луганщиной» (2010)